# Eremophysa jabaliya
Eremophysa jabaliya är en fjärilsart som beskrevs av Edward P. Wiltshire 1987. Eremophysa jabaliya ingår i släktet Eremophysa och familjen nattflyn. Inga underarter finns listade i Catalogue of Life.